# Vero (senador)
Vero (em latim: Verus) foi um usurpador romano em 219 contra o imperador Heliogábalo.

## História
Vero foi um centurião, que havia ascendido com sucesso à categoria de senador romano. Ele comandou a legião III Gálica, localizada na Síria, que apoiou a candidatura do imperador Heliogábalo (203-222) contra o imperador Macrino (165-218).
Porém, posteriormente, a tropa decepcionou-se com o reinado de Heliogábalo principalmente pela sua heterodoxia religiosa, e, no inverno de 218-219, Vero, aproveitando-se das constantes crises no império, proclamou-se imperador romano, liderando a III Gallica. Contudo, Heliogábalo conseguiu suprimir a revolta, mandou executar Vero, debandou a legião e retirou de Tiro, a base militar de Vero, o estatuto de metrópole.